# کاین-یلگا
کاین-یلگا (به لاتین: Kain-Yelga) یک منطقهٔ مسکونی در روسیه است که در باشقیرستان واقع شده‌است.